# Alana Hood
Alana Hood est une actrice et chanteuse britannique née à Ayr en Écosse.

## Biographie
Issue de la Royal Scottish Academy of Music and Drama (RSAMD), elle est spécialisée dans les séries télévisées.

## Filmographie
- 2012 : Lip Service : Béa (l'infirmière)
- 2011 : The Field of Blood : Heather Allen
- 2009 : How Does It Feel
- 2008 : Harley Street (série télévisée) (en) : Sarah
- 2007 : River City (en) : Angela
- 2007 : Meurtres en sommeil (Waking the Dead) : Leaf
- 2007 : Scotland Yard, crimes sur la Tamise (Trial & Retribution) : Katie